# Userin
Userin är en kommun och ort i Landkreis Mecklenburgische Seenplatte i förbundslandet Mecklenburg-Vorpommern i Tyskland.
Kommunen ingår i kommunalförbundet Amt Neustrelitz-Land tillsammans med kommunerna Blankensee, Blumenholz, Carpin, Godendorf, Grünow, Hohenzieritz, Klein Vielen, Kratzeburg, Möllenbeck och Wokuhl-Dabelow.